# 파밍 보이즈
"파밍 보이즈"는 2017년에 개봉한 대한민국의 영화이다.

## 캐스팅
- 권두현
- 김하석
- 유지황